# Living in Sin
«Living in Sin» — песня американской рок-группы Bon Jovi. Написана ведущим певцом Джоном Бон Джови. Была выпущена в 1989 году в качестве пятого сингла альбома New Jersey. Также песня стала пятым синглом New Jersey, который сумел попасть в ведущие чарты, тем самым приблизив у Bon Jovi шансы попадания песен с хард-рокового альбома в топ-10 чарта Billboard Hot 100. В итоге песня заняла 9-е место в этом чарте и 37-е в Mainstream Rock Chart.

## Структура песни
Песня имеет медленный бит, сильно выдержанный басовый ритм бывшего басиста Алека Джона Сача, эмоциональную лирику и драйвовые гитары вперемешку с клавишными. В песне обсуждается сожительство и утверждается, что настоящая любовь сильнее всего, вопреки мнению других людей (фраза в тексте песни «I call it love, they call it living in sin»).
На концертах группа при исполнении песни играет короткий кавер на «Chapel of Love».

## Музыкальное видео
Музыкальное видео на эту песню было снято в чёрно-белом изображении, как и «Born to Be My Baby». Несмотря на то, что в видео есть некоторые кадры с выступления группы, главным образом по большей части сфокусированные на Джоне Бон Джови и Ричи Самборе, большая часть сюжета клипа вращается вокруг молодой пары и их борьбе за свои отношения, несмотря на возражения родителей девушки. Видео сделано мелодраматическом ключе, содержит сексуальные сцены, происходящие в том числе на пляже, в машине и в номере отеля. Финальная сцена показывает как девушка убегает из дома родителей, чтобы встретиться со своим парнем. Затем родители девушки находят спящую пару в гостиничном номере. Они забирают девушку домой, и видео заканчивается, когда бойфренд подъезжает на своей машине к дому девушки, и она принимает решение бежать вместе с ним.

## Позиции в хит-парадах
| Хит-парад (1989—1990)           | Высшая позиция |
| ------------------------------- | -------------- |
| Australia (ARIA)                | 64             |
| Швейцария (Schweizer Hitparade) | 20             |
| Великобритания (OCC UK Singles) | 35             |
| США (Billboard Hot 100)         | 9              |
| US Billboard Album Rock Tracks  | 37             |